# Репрезентација Грчке у хокеју на леду
Хокејашка репрезентација Грчке представља Грчку на међународним такмичењима у хокеју на леду и под окриљем је Федерације спортова на леду Грчке. Пуноправни је члан ИИХФ од 29. априла 1989. године и тренутно се такмичи у трећој дивизији светског првенства.

## Историја
Хокејашки спорт у Грчку су 1984. донели су грчки имигранти из Северне Америке, а прво национално првенство одржано је 1989. године уз учешће свега 5 екипа. Све утакмице су се играле у дворани Мира и пријатељства у Пиреју.
Године 1990. оформљена је и прва репрезентација и то јуниорска која је исте године учествовала на светском јуниорском првенству групе Ц које је одржано у Југославији. Сениорска селекција формирана је 1992, а свој први међународни наступ забележила је на Светском првенству групе Ц2 у Јужној Африци исте године. Занимљиво је да је репрезентација основана свега две недеље пре самог првенства, а да је на крају успела да освоји треће место и бронзану медаљу, односно укупно 29. место што је најбољи пласман Грчке икада на светским првенствима. На Првој међународној утакмици на том првенству (одиграној 21. марта 1992) Грци су савладали изабрану селекцију Турске са 15:3.
Међутим одличан резултат на дебитантском наступу није био праћен адекватним финансијским улагањима у грчки хокеј на леду, а финансирање савеза и репрезентације у будућим годинама свело се на личне доприносе самих играча. Због свега тога репрезентација је суспендована из чланства у ИИХФ у периоду између 199. и 2008. године. Последње клизалиште у земљи је затворено у мају 2003, а репрезентативци су у наредне 4 године тренирали на теренима широм Чешке Републике о властитом трошку док је тим играо углавном пријатељске утакмице са клубовима.
Захваљујући личном ангажману Димитриса Каливаса (актуелног капитена репрезентације), а уз подршку ИИХФ и Спортског савеза Грчке, Грчка поново добија статус пуноправног члана у ИИХФ 2008. и враћа се на светску сцену у квалификацијама за светско првенство дивизије III 2008. Квалификације су одржане у Сарајеву (БиХ), а селекција Грчке остварила је обе победе (8:5 против Јерменије и 10:1 против БиХ) и тако се пласирала на финални турнир. Од тада селекција Грчке је редовни учесник светских првенстава дивизије III, а најбољи резултат остварили су на првенству 2010. када су освојили сребрну медаљу.

## Резултати на светским првенствима
| Год.  | Место       | Пласман      | Категорија (група)       |
| ----- | ----------- | ------------ | ------------------------ |
| 1992. | Јоханезбург | 3/6 (29/32)  | Група Ц2                 |
| 1993. | Анкара      | 2/3          | Квалификације - Група Ц4 |
| 1995. | Кругердорп  | 9/10 (38/39) | Група Ц2                 |
| 1998. | Преторија   | 8/8 (40/40)  | Група Д                  |
| 1999. | Кругерсдорп | 8/9 (40/41)  | Група Д                  |
| 2008. | Луксембург  | 5/6          | Дивизија                 |
| 2009. | Данидин     | 4/6          | Дивизија                 |
| 2010. | Луксембург  | 2/4          | Дивизија III, група А       |
| 2011. | Кејптаун    | 5/6          | Дивизија                 |
| 2012. | Ерзурум     | 5/6          | Дивизија                 |
| 2013. | Кејптаун    | 5/6          | Дивизија                 |

## Резултати са другим репрезентацијама
Закључно са крајем 2013.
| Репрезентација      | Ут | Поб | Н | Пор | ГД  | ГП  | ГР   |
| ------------------- | -- | --- | - | --- | --- | --- | ---- |
| Турска              | 8  | 3   | 0 | 5   | 35  | 50  | -15  |
| Босна и Херцеговина | 1  | 1   | 0 | 0   | 10  | 1   | +9   |
| Монголија           | 3  | 3   | 0 | 0   | 19  | 7   | +12  |
| Ирска               | 4  | 1   | 0 | 3   | 14  | 17  | -3   |
| Исланд              | 1  | 1   | 0 | 0   | 8   | 6   | +2   |
| Луксембург          | 7  | 2   | 0 | 5   | 17  | 45  | -28  |
| Израел              | 4  | 1   | 0 | 3   | 27  | 40  | -13  |
| Нови Зеланд         | 5  | 1   | 0 | 4   | 16  | 22  | -6   |
| Белгија             | 2  | 0   | 1 | 1   | 7   | 19  | -12  |
| Северна Кореја      | 3  | 0   | 0 | 3   | 5   | 18  | -13  |
| Аустралија          | 1  | 0   | 0 | 1   | 2   | 10  | -8   |
| Литванија           | 1  | 0   | 0 | 1   | 1   | 20  | -19  |
| Јужна Африка        | 5  | 0   | 0 | 5   | 8   | 50  | -42  |
| Шпанија             | 3  | 0   | 0 | 3   | 2   | 37  | -35  |
| УАЕ                 | 3  | 2   | 0 | 1   | 11  | 6   | +5   |
| Грузија             | 1  | 1   | 0 | 0   | 13  | 0   | +13  |
| Јерменија*          | 1  | 1   | 0 | 0   | 5   | 0   | +5   |
| Укупно: 17 екипа    | 53 | 17  | 1 | 35  | 182 | 362 | -180 |

Напомена: Грчка је победила Јерменију са 8:5, али је због погрешне регистрације играча утакмица поништена и регистрована службеним резултатом од 5:0 за Грчку. 